# Mini-voetbalshow
De Mini-voetbalshow was een Nederlands televisieprogramma dat in de jaren zeventig en tachtig van de vorige eeuw werd uitgezonden door de omroep NCRV. Het ging om een jaarlijkse competitie tussen zaalvoetbalteams, met voornamelijk bekende ex-voetballers uit het Nederlandse betaald voetbal. De Mini-voetbalshow werd georganiseerd door de NCRV in samenwerking met tijdschrift Voetbal International.
Het programma werd opgenomen in Ahoy' Sportpaleis in Rotterdam. De uitzendingen trokken twee tot vier miljoen kijkers en bij opnames was Ahoy' gevuld met duizenden toeschouwers. De eerste uitzending was in oktober 1974. Per uitzending van ongeveer veertig minuten was één wedstrijd te zien. De teams waren speciaal voor het programma geformeerd. Er waren teams uit verschillende delen van Nederland (Amsterdam, Rotterdam, Oost-Nederland, Noord-Nederland, Limburg) en onder andere een militair team en een politieteam. In latere edities deden er ook nationale teams van België en West-Duitsland mee en een Old Stars-team met Nederlandse oud-internationals.
Het commentaar bij de wedstrijden werd geleverd door Barend Barendse en Joop Niezen. Presentator was Dick Passchier. Producent was Dick van Bommel.

## Speciale regels
De wedstrijden kenden enkele speciale regels. Er werd gespeeld met een boarding langs de zijlijn en het doel stond niet op de achterlijn maar enkele meters daarvoor, waardoor er ook achter het doel langs kon worden gespeeld. In het achternet van het doel waren twee gaten gemaakt, waardoor ook gescoord kon worden. Een kopdoelpunt telde dubbel. Dit veroorzaakte af en toe hilarische momenten, als een speler door zijn knieën ging om kruipend de bal in het doel te kunnen koppen. Bij het begin van een wedstrijd stonden de spelers aan de zijlijn en viel de wedstrijdbal uit een koker in de lucht boven de middenlijn. Spelers konden bij een overtreding voor twee minuten het veld uit worden gestuurd en moesten dan plaatsnemen op een strafbank.
Ook was er een speciale regel met betrekking tot hoekschoppen. Iedere 4e hoekschop werd gepromoveerd tot strafschop.
Teams waren verplicht minstens één speler op de helft van de tegenstrever te houden bij een aanval van diezelfde tegenstrever. Zo werd er telkens een overtal gecreëerd (4 aanvallers tegen slechts 3 verdedigers).
Bij een gelijke stand werden strafschoppen genomen om een beslissing te forceren. Een normaal gewonnen wedstrijd leverde drie punten op, een via strafschoppen gewonnen wedstrijd twee punten en een via strafschoppen verloren wedstrijd één punt.

## Winnaars
- Seizoen 1974/75: Hoofdstad Amsterdam
- Seizoen 1975/76: Domstad Utrecht
- Seizoen 1976/77: Oost-Nederland
- Seizoen 1977/78: Rotterdam Ahoy'
- Seizoen 1978/79: Oost-Nederland

## Bekende spelers
- Pier Alma (Noord-Nederland)
- Bertus Hoogerman (Hoofdstad Amsterdam)
- Bennie Muller (Hoofdstad Amsterdam)
- Co Prins (Hoofdstad Amsterdam)
- Sjaak Swart (Hoofdstad Amsterdam)
- Gert Bals (Oost-Nederland)
- Guus Hiddink (Oost-Nederland)
- André van der Ley (Oost-Nederland)
- Theo Pahlplatz (Oost-Nederland)
- Gerard Somer (Oost-Nederland)
- Henk Warnas (Oost-Nederland)
- Hans Venneker (Rotterdam Ahoy')
- Coen Moulijn (Rotterdam Ahoy')
- Eddy Pieters Graafland (Rotterdam Ahoy')
- Reinier Kreijermaat (Rotterdam Ahoy')
- Johan Derksen (Noord-Nederland)
- Hans Ooft (Noord-Nederland)
- Henny Weering (Noord-Nederland)
- Bobby Vosmaer (Limburg)
- Ton Thie
- Fernand Goyvaerts (België)
- Heinz van Haaren (West-Duitsland)

## Bekende coaches
- Atte Bouma (coach Noord-Nederland)
- Bob Janse (coach Rotterdam Ahoy')
- Frans Körver (coach Limburg)
- Frans de Munck (coach Oost-Nederland)
- Jan Zwartkruis (coach Militair team)